# Ludwig August Colding

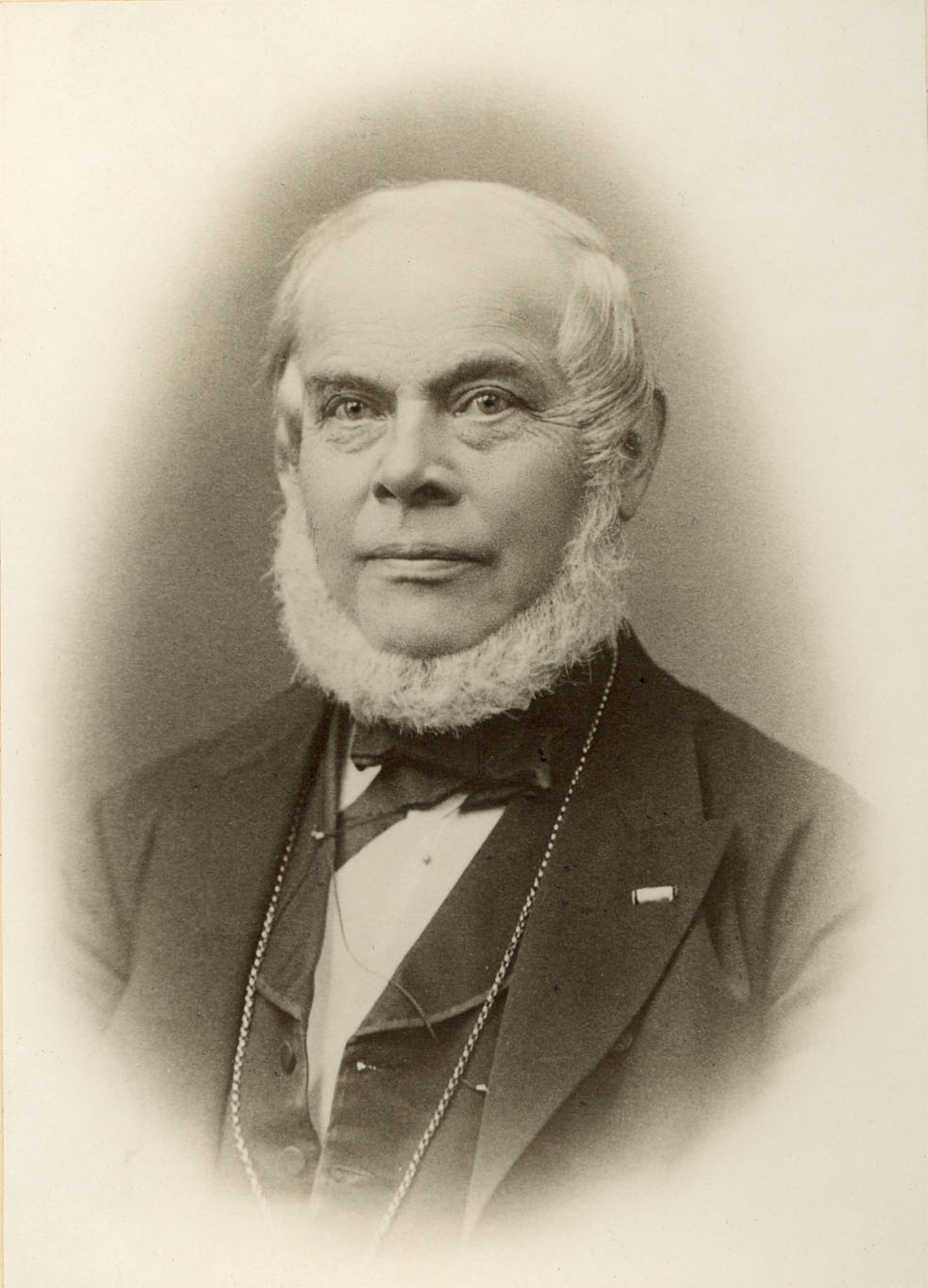
Ludwig August Colding

Ludwig August Colding (* 13. Juli 1815 in Arnakke bei Holbæk; † 1888) war ein dänischer Physiker und Ingenieur. Er gilt als einer der Wegbereiter des Energieerhaltungssatzes und der mechanischen Wärmetheorie.

## Leben
Colding war der Sohn eines ehemaligen Seeoffiziers und Landwirts. Er war zunächst Schreiner und trat 1837 auf Empfehlung des Physikers Hans Christian Ørsted, eines Freundes der Familie, in die Polytechnische Schule in Kopenhagen ein, an der er 1841 seinen Abschluss machte. 1845 wurde er Straßenbauinspektor und 1847 zusätzlich Inspektor der Gas- und Wasserwerke in Kopenhagen. 1858 wurde er Ingenieur der Stadt Kopenhagen. 1865 wurde Colding dann Professor der Polytechnischen Schule. 1886 ging er als Ingenieur in den Ruhestand.
1853 zeigte er mit dem Chemiker Julius Thomsen, dass sich die Cholera in Kopenhagen über das Trinkwasser verbreitete. Colding war auch an groß angelegten Trockenlegungsarbeiten in der Umgebung von Kopenhagen beteiligt.
In seiner Freizeit beschäftigte sich Colding mit Naturwissenschaften. 1872 war er Initiator der Gründung des Dänischen Meteorologischen Instituts. Auf dem Gebiet der Physik gilt Colding als Wegbereiter der mechanischen Wärmetheorie und postulierte unabhängig von Julius Robert von Mayer und James Prescott Joule den Energieerhaltungssatz. Zunächst wurde sein Beitrag dazu wenig beachtet und auch später stand er im Schatten von Mayer und Joule, obwohl schon Hermann von Helmholtz Colding würdigte (Aufsatz von Colding in den Mitteilungen der Königlich Dänischen Akademie der Wissenschaften von 1843). Beeinflusst wurde Colding von naturphilosophischen Überlegungen unter anderem aus den Schriften von Ørsted, unter dessen Einfluss er 1839 erste Experimente (über die Kompressibilität von Wasser) ausführte und veröffentlichte. 1852 veröffentlichte er einen Wert des Mechanischen Wärmeäquivalents, der dem heutigen sehr nahekam.
Ab 1856 war er Mitglied der Königlich Dänischen Akademie der Wissenschaften und 1875 wurde er Mitglied der Königlich Schwedischen Akademie der Wissenschaften und 1886 Ritter vom Dannebrog-Orden. 1871 wurde er Ehrendoktor der Universität Edinburgh.

## Werke
Meist in den Berichten der Gesellschaft der Wissenschaften zu Kopenhagen.
- Die tropischen Cyklonen. Kopenhagen (1871)
- Die Bewegungen der unterirdischen Wässer. Kopenhagen (1872)
- Die Stürme und Verheerungen des Meeres im Jahr 1872. Kopenhagen (1881)

Zur Energieerhaltung:
- Thesen über Kräfte (dänisch), in den Mitteilungen der Dänischen Akademie der Wissenschaften 1843
- On the history of the principle of the conservation of energy, Philosophical Magazine, Bd. 27 1863, S. 56–64.
- On the universal powers of nature and their mutual dependence,  Philosophical Magazine, Bd. 42, 1871, S. 1–20.